# Aulo Cornélio Celso
Aulo Cornélio Celso (em latim: Aulus Cornelius Celsus) foi um enciclopedista romano e quiçá um médico que floresceu no século I, em Roma. Sua obra englobou temas como a agricultura, arte militar, retórica, filosofia, direito e medicina, mas da qual só há a porção médica. A parte restante de sua obra, chamada hoje Da Medicina, é tida como importante obra do gênero, mas foi ignorada por seus coetâneos. Foi redescoberta pelo papa Nicolau V (1397–1455) e esteve entre as primeiras obras médicas a serem publicadas (1478) após o surgimento da imprensa.
Sua obra é notável por evidenciar o estado aparentemente avançado da prática médica de seu tempo. Diz-se nela, por exemplo, que as feridas deveriam ser lavadas com substâncias hoje entendidas como de algum modo anticépticas, como vinagre e óleo de tomilho, bem como descreve a cirurgia plástica do rosto com a pele de outras partes do corpo e enumera os sinais principais da inflamação (calor, dor, vermelhidão e inchaço). Da Medicina se divide em três partes, segundo o tipo de tratamento exigido por várias doenças (dietética, farmacêutica e cirúrgica), e inclui relatos de doenças cardíacas, insanidade, ligaduras para impedir o sangramento arterial, hidroterapia e litotomia lateral.
A obra De Medicina serve como base para estudos cujo interesse variam desde as técnicas médicas da época, a tradição hipocrática subjacente às terapias e, mais recentemente, como suporte para compreensão da sociedade romana do século I d. C.